# 1791 Patsayev
1791 Patsayev este un asteroid din centura principală, descoperit pe 4 septembrie 1967, de Tamara Smirnova. A fost numit după cosmonautul sovietic Viktor Patsaiev.